# Fujimotoella
Fujimotoella es un género de foraminífero bentónico de estatus incierto, aunque considerado perteneciente a la subfamilia Schwagerininae, de la familia Schwagerinidae, de la superfamilia Fusulinoidea, del suborden Fusulinina y del orden Fusulinida. Su especie tipo es Fujimotoella umplicata. Su rango cronoestratigráfico abarca el Guadalupiense (Pérmico medio).

## Discusión
Clasificaciones más recientes incluirían Fujimotoella en la superfamilia Schwagerinoidea, y en la subclase Fusulinana de la clase Fusulinata. Otras clasificaciones lo han incluido en la subfamilia Triticitinae de la familia Triticitidae.

## Clasificación
Fujimotoella incluye a las siguientes especies:
- Fujimotoella obscura †
- Fujimotoella salixifolia †
- Fujimotoella umblicata †